# Olle Hermodsson
Olle Teodor Hermodsson, född 1 februari 1919 i Orsa församling, Kopparbergs län, död 30 september 2016 i Uppsala, var en svensk redaktör. Han var bror till Lars och Elisabet Hermodsson.
Hermodsson, som var son till bergsingenjör Harald Hermodsson och Amalie Fausel, avlade studentexamen i Uppsala 1937, reservofficersexamen 1943, diplomerades från Handelshögskolan i Stockholm 1944 och från Grafiska institutet 1955. Han var chef för Weilands tryckeri och utgivare av veckojournalen Triumf i Uppsala 1960–1977 (delägare från 1948). Hermodsson är begravd på Uppsala gamla kyrkogård.